# Doesn’t Really Matter
Doesn’t Really Matter ist ein Lied der amerikanischen Contemporary-R&B-Sängerin Janet Jackson. Der Song wurde im Mai 2000 in den Vereinigten Staaten als Single veröffentlicht und erschien 2001 auch auf Jacksons Album All for You.

## Hintergrund
Das Lied war der Titelsong des Soundtracks zum Film Nutty Professor II: The Klumps mit Janet Jackson und Eddie Murphy. Der Song wurde Jacksons neunter Nummer-eins-Hit in den amerikanischen Billboard Hot 100. Das Stück blieb drei Wochen an der Spitze und machte Jackson zum ersten Interpreten, der in den 80ern, 90ern und 2000ern Nummer-eins-Hits in den USA feiern konnte.
Janet Jackson schrieb den Titel in ihrer Freizeit, wobei ihr der Gedanke kam, dass dieses Lied gut zum Film Nutty Professor II: The Klumps und dessen Inhalt passen würde. Ihre eigene Fassung des Liedtextes übergab Jackson den Songwriter-Team Jimmy Jam und Terry Lewis. Beide arbeiten bereits seit über 15 Jahren mit Jackson zusammen. Sie überarbeiteten dann den Liedtext zur endgültigen Fassung. Später produzierte Jackson den Song auch mit Jimmy Jam und Terry Lewis.

## Musikvideo
Die Regie im Musikvideo führte Joseph Kahn, und die Choreographie entwickelte Shawnette Heard. Das Musikvideo zeigt Jackson in abstrakter Tierfell-Bekleidung aus Japan. Unter anderem tanzt Jackson auf schwebenden Plattformen und in einem futuristischen Fahrzeug (Acura CL-X Concept Prototype). Den Hintergrund zu Jackson und ihren Tänzern bilden Ausschnitte aus den Dreamcast Spielen Jet Grind Radio und Shenmue. Das Musikvideo wurde am 28. Juni 2000 bei MTVs Making the Video ausgestrahlt, wobei Erläuterungen zur Entstehung gegeben wurden. Das Musikvideo wurde auch als Video-CD-Single veröffentlicht und als Bonusmaterial zum Video des Films Nutty Professor II.

## Charts und Chartplatzierungen
| ChartsChartplatzierungen       | Höchstplatzierung | Wochen |
| ------------------------------ | ----------------- | ------ |
| Deutschland (GfK)              | 23 (9 Wo.)        | 9      |
| Schweiz (IFPI)                 | 17 (14 Wo.)       | 14     |
| Vereinigtes Königreich (OCC)   | 5 (11 Wo.)        | 11     |
| Vereinigte Staaten (Billboard) | 1 (24 Wo.)        | 24     |

| ChartsJahrescharts (2000)      | Platzierung |
| ------------------------------ | ----------- |
| Vereinigte Staaten (Billboard) | 18          |